# Référendum liechtensteinois de 1980
Un double référendum a lieu au Liechtenstein le 7 septembre 1980. 

## Premier référendum

### Contenu
Le référendum porte sur la construction d'un centre culturel.

### Contexte
Il s'agit d'un référendum facultatif d'origine populaire sur une question budgétaire : dans le cadre de l'article 66 de la constitution, le budget de 17,4 millions de Franc suisse alloué à l'unanimité par le Landtag le 29 avril 1980 fait l'objet d'une demande de mise à la votation par un minimum de 600 inscrits soutenus par un comité de rassemblement de signatures.

### Résultats
| Choix                           | Votes | %     |
| ------------------------------- | ----- | ----- |
| Pour                            | 1 864 | 50,35 |
| Contre                          | 1 838 | 49,65 |
| Votes blancs et invalides       | 125   | –     |
| Total                           | 3 824 | 100   |
| Inscrits/Participation          | 5 067 | 75,47 |
| Source: Démocratie Directe (de) |       |       |

## Deuxième référendum

### Contenu
Le référendum porte sur la construction d'un centre de conférence rattaché au centre culturel.

### Contexte
Il s'agit d'un référendum facultatif d'origine populaire : dans le cadre de l'article 66 de la constitution, le budget de 3,1 millions de Franc suisse alloué par le Landtag le 29 avril 1980 fait l'objet d'une demande de mise à la votation par un minimum de 600 inscrits soutenus par un comité de rassemblement de signatures.

### Résultats
| Choix                           | Votes | %     |
| ------------------------------- | ----- | ----- |
| Pour                            | 1 737 | 47,09 |
| Contre                          | 1 952 | 52,91 |
| Votes blancs et invalides       | 132   | –     |
| Total                           | 3 823 | 100   |
| Inscrits/Participation          | 5 067 | 75,47 |
| Source: Démocratie Directe (de) |       |       |